# Allemans
Allemans település Franciaországban, Dordogne megyében. Lakosainak száma 543 fő (2022. január 1.). Allemans Saint-Séverin, Comberanche-et-Épeluche, Ribérac, Bertric-Burée, Bourg-du-Bost, Lusignac, Villetoureix és Saint-Paul-Lizonne községekkel határos.

## Népesség
A település népességének változása:
| Lakosok száma | 519  | 506  | 489  | 558  | 576  | 541  | 513  | 500  | 514  | 543  |
|               | 1968 | 1982 | 1990 | 2006 | 2013 | 2015 | 2017 | 2019 | 2020 | 2022 |